# Sebastian Mullaert

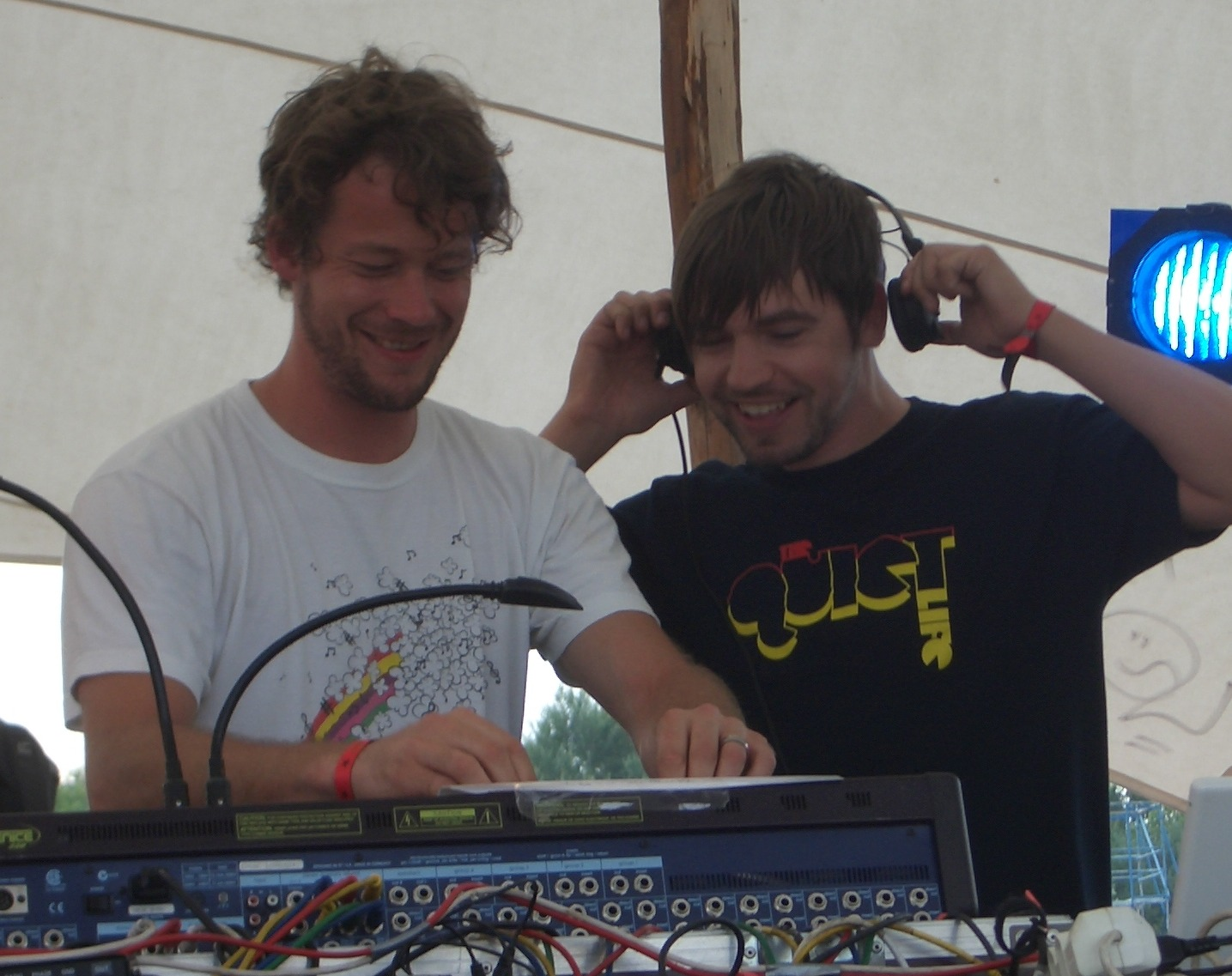
Sebastian Mullaert mit Marcus Henriksson, 2007

Sebastian Mullaert (* 1977) ist ein schwedischer Produzent und DJ im Bereich der elektronischen Tanzmusik und war eine Hälfte des Duos Minilogue.

## Leben

### Anfänge
Mullaerts ursprüngliche Musikausbildung war klassisch, in seiner Kindheit und Jugend spielte er Klavier, Orgel und Violine. Er war dabei so begabt, dass er auch anderen Unterricht gab. Nach seinem 18. Geburtstag wandte er sich von seinem klassischen Hintergrund ab und gründete eine Band, in der er erstmals begann mit unterschiedlichen Sounds zu experimentieren.

### Minilogue
Auf einer Technoparty lernte Mullaert Marcus Henriksson kennen, der zu der Zeit bereits als DJ tätig war. Die beiden wurden Freunde und gründeten 1996 die Techno-Gruppe Minilogue – der Name leitet sich aus den englischen Worten „minimal“ und „dialogue“ ab. Neben Minilogue produzierten Mullaert und Henriksson auch Psytrance, unter dem Namen Son Kite.
Im Jahr 2014 beschlossen die beiden Minilogue Mitglieder sich auf unbestimmte Zeit zu trennen, um mehr Zeit für ihre jeweiligen Soloprojekte zu haben. Beide betonten, dass die Trennung nicht wegen eines Konflikts erfolgte, sondern ihrer freien, kreativen Entfaltung dienen soll.
Ihren vorerst letzten gemeinsamen Auftritt hatten die beiden am 8. Februar 2014 in Amsterdam.

### Soloprojekt
Seit der Trennung fokussiert sich Mullaert auf sein Soloprojekt und experimentiert mit anderen Künstlern, unter anderem Ulf Eriksson und Eitan Reiter. Außerdem gründete er das Musiklabel WaWuWe, auf dem er ausschließlich seine eigene Musik veröffentlicht. Zusammen mit dem Tonhalle-Orchester Zürich entstand im Jahre 2020 das Album Natthall.

## Diskografie (Auswahl)

### Alben
- The Möllan Sessions (Sebastian Mullaert, Marcus Henriksson & Koss, 2011), Mule Electronic
- Reflections Of Nothingness (Sebastian Mullaert & Eitan Reiter, 2014), Mule Musiq
- Natthall (Sebastian Mullaert & Tonhalle Orchestra Zurich, 2020), Neue Meister

### Singles & EPs
- Voices Around Fire (2010), Mule Electronic
- Älva (2011), Mule Electronic
- Chant De Paris (2014), Ovum Recordings
- Genome I (Sebastian Mullaert & Patrick Siech, 2014), M_nus
- Direct Experience (2015), Traum Schallplatten
- Mathew Jonson & Sebastian Mullaert - Pollen 4 Life (2016), Hypercolour
- Aril Brikha & Sebastian Mullaert - Illuminate (2016), Mule Musiq